# Sfilata di Pasqua
Sfilata di Pasqua (titolo originale Easter Parade), pubblicato in Italia anche con il titolo Nero Wolfe e l'orchidea rosa è la ventottesima novella gialla di Rex Stout con Nero Wolfe protagonista.

## Storia editoriale
Il racconto fu pubblicato per la prima volta con il titolo di The Easter Parade Murder sul numero del 16 aprile 1957 della rivista Look e in formato libro nella raccolta And Four to Go nel 1958.

## Trama
Millard Bynoe, ricco floricoltore, è riuscito a ottenere una orchidea completamente rosa. Wolfe sa che la moglie di Bynoe la indosserà alla parata pasquale, e chiede ad Archie di incaricare qualcuno di rubarne un esemplare, o, nel caso il tentativo fallisse, di scattare almeno delle foto. Archie si reca con la sua macchina fotografica alla sfilata, e assiste ad una scena di omicidio.

### Personaggi principali
- Nero Wolfe: investigatore privato
- Archie Goodwin: assistente di Nero Wolfe e narratore di tutte le storie
- Fritz Brenner: cuoco e maggiordomo
- Millard Bynoe: miliardario filantropo
- Henry Frimm: segretario del fondo di riabilitazione Bynoe
- Iris Innes, Joe Herrick, Augustus Pizzi, Alan Geiss: fotografi
- Tabby: una persona di fiducia
- Skinner: procuratore distrettuale
- Cramer: ispettore della Squadra Omicidi
- Purley Stebbins: sergente della Squadra Omicidi

## Critica
"Easter Parade fu pubblicato sulla rivista Look accompagnato da diverse foto a colori che i lettori avrebbero dovuto esaminare in cerca di indizi sulla soluzione del mistero. [...] Wolfe smaschera l'omicida non con il ragionamento deduttivo ma per mezzo di un'osservazione discutibile. La storia è farsesca, senza essere umoristica. Tutti i difetti dei quali i detrattori di Stout lo accusano sono qui in evidenza: trama debole, caratterizzazione inesistente e poca detection."
"Archie si ritrova in una delle tradizioni di New York nella vita reale, la sfilata di Pasqua. Questa non è quella che generalmente si intende per "sfilata". Piuttosto è una grossa folla di newyorchesi vestiti di tutto punto secondo la moda primaverile. Archie parla di "colori di rossetti e combinazioni", suggerendo che i vestiti siano un'esplosione di colori brillanti. [...] Però i vestiti nelle foto mostrano piuttosto il grigiore dell'epoca di Eisenhower. Enfatizzano anche un'idea rigida e antiquata della raffinatezza delle classi alte: qualcosa che non è menzionato nella storia. [...] Easter Parade apparve per la prima volta sulla rivista Look, una pubblicazione che poneva l'accento sul fotogiornalismo. Era vista generalmente come un'imitazione della rivista Life, il periodico di fotogiornalismo più famoso dell'epoca. Perciò è appropriato che quattro dei sospetti in Easter Parade siano fotografi professionisti."

## Edizioni
- Rex Stout, Buon anno con Nero Wolfe, traduzione di Hilia Brinis, collana Supergiallo Mondadori (n. 24), Arnoldo Mondadori Editore, 2002,  p. 333, ISSN 1123-0797 (WC · ACNP).